# Сентро де Реадаптасион Сосијал Феменил Танивет (Тлаколула де Матаморос)
Сентро де Реадаптасион Сосијал Феменил Танивет (шп. Centro de Readaptación Social Femenil Tanivet) насеље је у Мексику у савезној држави Оахака у општини Тлаколула де Матаморос. Насеље се налази на надморској висини од 1631 м.

## Становништво
Према подацима из 2010. године у насељу је живело 303 становника.

### Хронологија
| Година       | 2010 |
| ------------ | ---- |
| Становништво | 303  |

### Попис
| # | Индикатор                     | Вредност |
| - | ----------------------------- | -------- |
| 1 | Укупно домаћинстава           | 2        |
| 2 | Укупно насељених домаћинстава | 2        |
| 3 | Величина локације             | 2        |